# 青马投资
青马投资有限公司是中国大陆一家私募基金，公司地址在上海市黄浦区汉口路650号。该公司的主要策略包括统计套利，即捕捉各个品种期货合约价差出现异常的机会正向套利。以及指数策略，主要运用于农产品期货。

## 历史
公司创始人马明超在2004年获选为中国期货市场十大风云人物。在中国于2010年4月16日推出沪深300股票指数期货后，青马投资也进入了股指期货投资领域
。